# Itapecerica da Serra
Itapecerica da Serra est une ville brésilienne de l'État de São Paulo. Sa population était estimée à 162 239 habitants en 2006. La municipalité s'étend sur 151 km2.

## Maires
| Période | Période | Identité            | Étiquette | Qualité |
| ------- | ------- | ------------------- | --------- | ------- |
| 2009    | 2012    | Jorge José da Costa | PMDB      |         |